# Claire Sterk
Claire Elizabeth Sterk (Kerkrade, 1957) is een Nederlands wetenschapper die werkzaam is als hoogleraar volksgezondheid aan de Emory-universiteit (Atlanta, Georgia) in de Verenigde Staten. Sterk bekleedde bij Emory faculteitsposities in medische antropologie, sociologie, vrouwengeneeskunde, gender- en seksualiteitstudies. Van 2016 tot 2020 was zij tevens rector magnificus van de Emory-universiteit.

## Loopbaan en onderzoek
Claire Sterk werd geboren in Kerkrade in Zuid-Limburg. Ze groeide op in een arbeidersgezin en was de eerste in haar familie die ging studeren aan een universiteit.
Sterk studeerde medische antropologie en sociologie aan de Vrije Universiteit Amsterdam (bachelor) en de Universiteit Utrecht (doctorandus). Tijdens haar doctoraalstudie aan de Erasmus Universiteit Rotterdam (1987–1990) werd zij een vooraanstaand onderzoeker in zowel volksgezondheid als antropologie die verslaving, geestelijke gezondheid en hiv/aids bestudeert. Zij was de eerste die het risico identificeerde van hiv-infecties door onveilige seks onder crack-cocaïnegebruikers. Ze leverde vanaf midden jare 1980 ook een grote bijdrage aan de verschuiving van het Noord-Amerikaans wetenschappelijk onderzoek en debat over sekswerkers. Waar eerdere onderzoekers zich vooral richtten op de zichtbaarheid en onwenselijkheid van het fenomeen, benadrukten Sterk en anderen het belang van gezondheid met betrekking tot soa's, drugsgebruik en geweld. Haar proefschrift was getiteld Living the Life: Prostitutes and Their Health (In het leven: prostituees en hun gezondheid); daarmee behaalde zij in 1990 haar doctorstitel (PhD) in sociologie aan de Erasmus Universiteit Rotterdam.
In 1995 ging Sterk werken aan de Rollins School of Public Health van de Emory-universiteit. Sinds 2000 bekleedt Sterk aan de Emory-universiteit de leerstoel Charles Howard Candler Professor of Public Health. Sterk heeft twee boeken geschreven: Fast Lives: Women Who Use Crack Cocaine en Tricking and Tripping: Prostitution in the Era of AIDS. Voor Tricking and Tripping ging Sterk met meer dan 150 sekswerkers in Europese en Noord-Amerikaanse steden in gesprek over hun leven, werk, gezondheid, risico's, mogelijkheden en obstakels. Voorts heeft ze nog meer dan 100 artikelen en boekhoofdstukken gepubliceerd. Ze is ook een tijd voorzitter geweest van de afdeling Alcohol, Drugs en Tabak van de American Sociological Association.
In 2013 werd Sterk benoemd tot provost en vice-voorzitter van academische zaken van de Emory-universiteit. Op 1 september 2016 werd Sterk rector magnificus van de Emory-universiteit als eerste vrouw en eerste socioloog. Sterk is de belangrijkste onderzoeker van het project Building Interdisciplinary Research Careers in Women's Health, dat wordt gefinancierd door de Eunice Kennedy Shriver National Institute of Child Health and Human Development.
In november 2019 kondigde Sterk aan dat ze aan het einde van het academisch jaar 2019–2020 zou aftreden als rector van Emory en terug zou keren als docent bij de Rollins School of Public Health.
Sterk spreekt vier talen.

## Prijzen en eerbewijzen
In 2018 werd Sterk verkozen als lid van de National Academy of Medicine (voorheen het Institute of Medicine). Het jaar daarna werd ze ook verkozen als fellow van de American Academy of Arts and Sciences.

## Publicaties

### Monografieën
- (en) Sterk, C.E.J.M. (1989). Living the Life: Prostitutes and Their Health (In het leven: prostituees en hun gezondheid). Erasmus Universiteit Rotterdam, Rotterdam, pp. 204. Geraadpleegd op 11 februari 2025. (proefschrift)
- (en) Sterk, Claire (1999). Fast Lives: Women Who Use Crack Cocaine. Temple University Press, Philadelphia, pp. 254. ISBN 978-1-56639-672-1. (herdrukt in 2011)
- (en) Sterk, Claire E. (2000). Tricking and Tripping: Prostitution in the Era of AIDS. Social Change Press, Putnam Valley, pp. 178. ISBN 0-9644437-2-4. (1999)
  - Tricking and Tripping: Fieldwork on Prostitution in the Era of AIDS. Fragment uit het boek (6 pagina's).

### Co-auteur
- (en) Hauk, Gary S., Claire E. Sterk (2019). Emory as Place: Meaning in a University Landscape. University of Georgia Press, pp. 248. ISBN 978-0-8203-5562-7.